# Winna Góra (Zwonowice)
Winna Góra (niem. Weinberg) – najwyższe wzniesienie w Zwonowicach (264 m n.p.m.).

## Nazwa
Nazwa Winna Góra wzięła się stąd, że niegdyś w tym miejscu znajdowały się winnice.

## Pałacyk myśliwski
Winna Góra była miejscem zabudowania cysterskiego folwarku i znajdowała się tutaj drewniana wieża z dzwonem bijącym na alarm (trwogę). Dzwon wzywał wiernych na Anioł Pański oraz ostrzegał przed wrogimi wojskami (Turkami i Szwedami).
Turkami straszono miejscową ludność, lecz nigdy nie pojawili się w okolicy. Za to ze Szwedami toczono na terenie wsi krwawe boje w obronie swoich domostw i opactwa cysterskiego w Rudach. Świadczą o tym dwie mogiły szwedzkie przy drogach do Jankowic i Szczerbic. Prawdopodobnie nie byli to sami Szwedzi, ale wojska sprzymierzone. Podczas jednego z takich najazdów na wieś okoliczna ludność znalazła schronienie w okolicznym lesie, na Grabiczu.
Obecnie na jej szczycie znajduje się pałacyk, zagospodarowany na leśniczówkę. Obiekt został zbudowany w drugiej połowie XIX wieku, (prawdopodobnie w 1887 roku) kiedy te tereny należały do księcia raciborskiego Wiktora I (w 1810 roku klasztor został zlikwidowany przez króla pruskiego, a jego dobra zostały przejęte - początkowo - przez państwo, a następnie zostały darowane świeckiemu właścicielowi).
Budowla jest murowana i postawiona na planie litery T. Nosi ona cechy stylu neogotyckiego.
Posiada charakterystyczną wieżę, trójkondygnacyjną, wieloboczną - zwieńczona krenelażem,
Nad drzwiami figuruje herb byłego właściciela.
Pałacyk w Zwonowicach służył rodzinie książęcej oraz jej gościom podczas licznych polowań.
Na przełomie 2013/2014 odbył się remont leśniczówki.
Aby zachować dawny wygląd posłużono się zdjęciami z pocztówek.